# كرايغ جيمس (اقتصادي)
كرايغ جيمس (بالإنجليزية: Craig James)‏ هو اقتصادي أسترالي، ولد في 2 مارس 1962 في سيدني في أستراليا.